# Caprieto
Caprieto (Craviè in ligure) è una frazione di 17 abitanti del comune di Vobbia, nella città metropolitana di Genova.
Si trova a soli 100 m dal confine con il comune di Mongiardino Ligure (Piemonte) ed è raggiungibile solo dal Piemonte come le frazioni Salata e Casareggio di Vobbia.
Fu feudo fino al 1797 degli Spinola di Montessoro (Isola del Cantone).

## Etimologia del nome
Secondo Clelio Goggi in Toponomastica Ligure dell'Antica e della Nuova Liguria Caprieto forse deriva da "kar" cioè monte, quindi Cremonte sarebbe una tautologia cioè una ripetizione dello stesso concetto o secondo Gaetano Ferro in Toponomastica Ligure deriva dall'allevamento di capre.